# Юрченко Володимир Дмитрович
Володимир Дмитрович Юрченко (нар. 1950 р.) — Заслужений лікар України (2005). Державний службовець четвертого рангу.

## Життєпис
Народився в селі Олійникова Слобода Білоцерківського району Київської області УРСР. 1974 року закінчив Київський медичний інститут за спеціальністю «лікувальна справа».
До 2003 року на посаді першого заступника директора Головного управління охорони здоров'я та медичного забезпечення м. Києва.
З 11 грудня 2003 по 27 квітня 2006 начальник Департаменту охорони здоров'я Міністерства оборони України.
З 2007 по 2008 рік на посаді заступника голови Комітету з контролю за наркотиками.
З 2008 по 2010 рік на посаді заступника Міністра охорони здоров'я.
Пізніше директор Державної установи «Український науково-практичний центр екстреної медичної допомоги та медицини катастроф МОЗ України».